# 구성지례로
구성지례로(Guseongjirye-ro)는 경상북도 김천시 양천동 양하 교차로와 지례면 관덕리 신평 교차로를 잇는 경상북도의 도로이다.
건설 당시 명칭은 김천 ~ 교리간 도로로 불렸으며, 전 구간 국도 제3호선에 속한다.

## 연혁
- 2010년 8월 25일 : 김천시 구성면 상원리 ~ 하강리 9.5km 구간을 자동차 전용도로로 지정[1]
- 2015년 4월 29일 : 김천시 구성면 상원리 ~ 하강리 자동차 전용도로 구간을 김천시 구성면 하강리 접속구간을 제외해 9.3km로 축소[2]
- 2015년 12월 29일 : 지례 ~ 양천간 도로(김천시 지례면 관덕리 ~ 양천동) 17.06km 구간 확장 개통 및 기존 17.6km 구간 폐지[3]
- 2016년 3월 24일 : 구성지례로로 명명

## 주요 경유지
경상북도
- 김천시 (양금동 · 구성면 · 지례면)

## 노선
전 구간 국도 제3호선에 속하므로 이 노선에 대한 별도 설명은 생략한다.
- (■): 자동차 전용도로 구간

| 이름                            | 접속 노선                            | 소재지            | 소재지            | 비고                                    |
| 남김천대로와 직결               | 남김천대로와 직결                    | 남김천대로와 직결 | 남김천대로와 직결 | 남김천대로와 직결                       |
| ------------------------------- | ------------------------------------ | ----------------- | ----------------- | --------------------------------------- |
| 양하 교차로                     | 남김천대로                           | 김천시            | 양금동            |                                         |
| 하강2교                         |                                      | 김천시            | 구성면            |                                         |
| 하강 교차로                     | 남김천대로 하강길                    | 김천시            | 구성면            |                                         |
| 하강1교                         |                                      | 김천시            | 구성면            |                                         |
| 대방터널                        |                                      | 김천시            | 구성면            | 연장 207m                               |
| 과곡 교차로                     | 남김천대로 광명길 광명1길            | 김천시            | 구성면            |                                         |
| 송죽교                          |                                      | 김천시            | 구성면            |                                         |
| 송죽터널                        |                                      | 김천시            | 구성면            | 연장 266m                               |
| 송죽 교차로                     | 남김천대로                           | 김천시            | 구성면            |                                         |
| 광평교                          |                                      | 김천시            | 구성면            |                                         |
| 미평터널                        |                                      | 김천시            | 구성면            | 연장 405m                               |
| 운동 교차로 (운동1교)           | 미평3길                              | 김천시            | 구성면            | 거창 방향 진입 불가 김천 방향 진출 불가 |
| 구성교                          |                                      | 김천시            | 구성면            |                                         |
| 지평2 교차로                    | 남김천대로                           | 김천시            | 구성면            | 남김천대로와 중복                       |
| 지평1 교차로                    | 미평2길                              | 김천시            | 구성면            | 남김천대로와 중복                       |
| 미평 교차로                     | 남김천대로 미평1길                   | 김천시            | 구성면            | 남김천대로와 중복                       |
| 방산교 무릉1교                  |                                      | 김천시            | 구성면            |                                         |
| 교리 교차로                     | 지방도 제901호선 (남김천대로)        | 김천시            | 지례면            |                                         |
| 지례3 교차로                    | 남김천대로 장터길                    | 김천시            | 지례면            | 남김천대로와 중복                       |
| 지례2 교차로                    | 지례로 향교길                        | 김천시            | 지례면            | 남김천대로와 중복                       |
| 지례1 교차로                    | 장터1길                              | 김천시            | 지례면            | 남김천대로와 중복                       |
| 상부 교차로                     | 남김천대로                           | 김천시            | 지례면            | 거창 방향 진입 불가 김천 방향 진출 불가 |
| 지례2교 지례1교 신평2교 신평1교 |                                      | 김천시            | 지례면            |                                         |
| 신평 교차로                     | 지방도 제903호선 (남김천대로) 관덕길 | 김천시            | 지례면            | 지방도 제903호선과 중복                 |
| 남김천대로와 직결               |                                      |                   |                   |                                         |

## 주의 사항
이 도로는 자동차전용도로로 지정되어 있어 자전거, 보행자는 통행할 수 없다. 이륜자동차(모터사이클 혹은 오토바이)는 긴급자동차(싸이카 및 소방용 모터사이클 등)에 한해 통행이 가능하며, 그 밖의 이륜자동차는 통행할 수 없다. 대체 도로로는 남김천대로 등이 있다.